# Heinrich Maria Christmann
Heinrich Maria Christmann OP (* 5. März 1890 als Aloys Martin Christmann in Arolsen; † 18. Oktober 1965 in Waldniel) war ein deutscher römisch-katholischer Priester und Theologe.

## Leben
Er trat 1909 in den Dominikanerorden ein. Er studierte Philosophie und Theologie in Düsseldorf und Philosophie und Naturwissenschaften an den Universitäten Köln und Fribourg. Nach der Priesterweihe 1916 in Köln wurde er Dozent am Generalstudium der Dominikaner in Düsseldorf und dann in Walberberg. 1932 wurde er Hauptschriftleiter der Deutschen Thomasausgabe. Er war Seelsorger der Dominikanerinnen von Bethanien im Kinderdorf Waldniel. Er ist auf dem Klosterfriedhof Walberberg begraben.

## Schriften (Auswahl)
- Lebendige Einheit. Salzburg 1938, OCLC 72098077.
- Thomas von Aquin als Theologe der Liebe. Heidelberg 1958, OCLC 720262568.
- Die deutsche Thomas-Ausgabe[1][2]
  - 2. Gottes Leben, sein Erkennen und Wollen. I, 14–26. Heidelberg 1934, OCLC 311875184.
  - 5. Das Werk der sechs Tage. I, 65–74. Heidelberg 1934, OCLC 174858466.
  - 28. Des Menschensohnes Leiden und Erhöhung. III, 46–59. Heidelberg 1956, OCLC 256423185.